# Éliane Kremer
Pour les articles homonymes, voir Kremer.
Éliane Kremer, née le 12 mars 1956 à Saverne, est une femme politique française.

## Biographie
Retraitée de la Banque de France, Éliane Kremer est adjointe au maire de Saverne, puis se présente en 2017, en tant que suppléante de Patrick Hetzel.
En 2024, Patrick Hetzel est nommé ministre de l'Enseignement supérieur et de la Recherche dans le gouvernement Barnier, elle devient députée de la septième circonscription du Bas-Rhin.

## Polémiques
Lors des débats visant à étudier la proposition faite par les députés LFI d'abroger de la réforme des retraites, elle suscite la polémique en vantant « le dynamisme des clubs du troisième âge » pour justifier le maintien de l'âge de départ à 64 ans.